# Annona rensoniana
Annona rensoniana là loài thực vật có hoa thuộc họ Na. Loài này được (Standl.) H.Rainer mô tả khoa học đầu tiên năm 2007.